# Конрад, Дьёрдь
Дьёрдь Конрад (венг. Konrád György; 2 апреля 1933 — 13 сентября 2019) — венгерский писатель.

## Биография
Дьёрдь Конрад родился 2 апреля 1933 года в городе Дебрецен, на востоке современной Венгрии, в еврейской семье. В 1956 году окончил Будапештский университет. В 1959 году начал печататься.
Автор романов «Тяжёлый день» (венг. A látogató, 1969), «Соучастник» (венг. A cinkos, 1982), «Бал в саду» (венг. Kerti mulatság, 1989). С 1976 по 1989 год в Венгрии существовал запрет на публикацию произведений Конрада Дьёрдя.
Участвовал в Венгерском восстании 1956 года.
С 1982 по 1984 год проживал в Берлине.
Переводился на русский язык после 1991 года.
Дьёрдь Конрад умер 13 сентября 2019 года после продолжительной болезни.

## Публикации
- Konrád György, Szelényi Iván Az értelmiség útja az osztályhatalomhoz, 1978. (Интеллектуалы на пути к классовой власти)

на русском языке
- Соучастник/ Пер. Ю.Гусева. М.: Языки славянской культуры, 2003

## Признание
- Премия Гердера (1983).
- Европейская премия Шарля Вейонна за эссеистику (1985).
- Премия мира немецких книготорговцев (1991).
- Медаль Гёте (2000).
- Международная премия имени Карла Великого (2001).